# Heteropalpia makabana
Heteropalpia makabana is een vlinder uit de familie spinneruilen (Erebidae). De wetenschappelijke naam is voor het eerst geldig gepubliceerd in 2006 door Hacker & Fibiger.
De soort komt voor in tropisch Afrika.